# Harpiocephalus
A Harpiocephalus az emlősök (Mammalia) osztályának a denevérek (Chiroptera) rendjéhez, ezen belül a kis denevérek (Microchiroptera) alrendjéhez és a simaorrú denevérek (Vespertilionidae) családjához tartozó nem.

## Rendszerezés
A nembe az alábbi 2 faj tartozik:
- Harpiocephalus harpia típusfaj
- Harpiocephalus mordax